# Cissus kouandeensis
Cissus kouandeensis är en vinväxtart som beskrevs av Auguste Jean Baptiste Chevalier. Cissus kouandeensis ingår i släktet Cissus och familjen vinväxter. Inga underarter finns listade i Catalogue of Life.